# Crocifissione di San Pietro di Bologna
La Crocifissione di San Pietro di Bologna è un gruppo scultoreo policromo in legno di cedro, databile al 1170-1180 circa e conservato sull'altare maggiore della cattedrale di San Pietro a Bologna.

## Descrizione e stile
L'opera, un pregevole esempio di scultura romanica, è composta da tre figure: il Cristo crocifisso, la Madonna e san Giovanni. Le figure sono dotate di una plasticità robusta, esaltata dalla semplificazione delle forme in masse geometriche, con andamenti ritmici dei panneggi o delle anatomie. Cristo, nella posizione triumphans, domina il supplizio la croce rivolgendosi, con tanto di corona in testa, al fedele con aria di regale superiorità.
Nelle figure dei dolenti colpisce l'apparente assenza di emozioni data dai volti impassibili: in questa fase del medioevo infatti era ancora viva la convenzione di non rappresentare esibitamente sentimenti quali il lutto, all'insegna del contegno che sottolinea la certezza della resurrezione. Sant'Ambrogio ad esempio scriveva come nel Vangelo «Maria stava eretta presso la croce del figlio e la Vergine contemplava il martirio del suo unigenito [...] non vi leggo che piangesse». La lettura dei gesti permette però di accertare il dolore della Vergine, che si stringe il polso sinistro  con la mano destra, un'espressione del dolore impotente. Giovanni invece ha il ruolo di coinvolgere il fedele alzando una mano, il cosiddetto gesto del parlante, lo stesso facevano gli antichi oratori per attirare l'attenzione prima di arringare in pubblico, e che si ritrova nelle statue etrusco-romane dell'adlocutio.